# Kóspallag
Kóspallag is een plaats (község) en gemeente in het Hongaarse comitaat Pest. Kóspallag telt 807 inwoners (2001).